# Susan Boos
Susan Boos (* 1963 in Zürich) ist eine Schweizer Journalistin, Publizistin und Autorin.

## Leben
Boos wuchs in St. Gallen auf und absolvierte eine Ausbildung zur Primarlehrerin im Seminar Rorschach im Kanton St. Gallen. Von 1984 bis 1991 war sie für die Ostschweizer Arbeiterzeitung (AZ) in St. Gallen tätig, ab 1989 als Redaktorin. Parallel dazu studierte sie Ethnologie, Politologie und Publizistik an der Universität Zürich. 1991 wechselte sie zur Zürcher WOZ Die Wochenzeitung, wo sie von 2005 bis 2017 Redaktionsleiterin war. Boos ist Jurymitglied des Zürcher Journalistenpreises. Sie publiziert zur Atom- und Energiepolitik. Sie ist auch als Kursleiterin tätig.
Seit 1. Januar 2021 ist Susan Boos die Präsidentin des Schweizer Presserates, sie folgte auf Dominique von Burg.

## Auszeichnungen
- 2005: Alstom Journalistenpreis des Energie- und Transport-Unternehmens Alstom (für mehrere Beiträge in der Wochenzeitung WOZ)
- 2012: Ehrenpreis des Nuclear-Free Future Award[7] in der Kategorie «Besondere Anerkennung» der Franz-Moll-Stiftung
- 2024: Zürcher Journalistenpreis, Preis für das Gesamtwerk[8]

## Schriften (Auswahl)
- Beherrschtes Entsetzen. Das Leben in der Ukraine zehn Jahre nach Tschernobyl. (= WoZ im Rotpunktverlag). Rotpunktverlag, Zürich 1996, ISBN 3-85869-162-3.
- Strahlende Schweiz. Handbuch zur Atomwirtschaft. (= WoZ im Rotpunktverlag). Rotpunktverlag, Zürich 1999, ISBN 3-85869-167-4.
- Hrsg. mit Lukas Unseld: Sanktgaller Spitzen. (Sechs Reportagen aus dem Osten. SG 2003 – Jubiläumsprojekt). Appenzeller-Verlag, Herisau 2003, ISBN 3-85882-352-X.
- Fukushima lässt grüßen. Die Folgen eines Super-GAUs. Mit einem Vorwort von Tomoyuki Takada. Rotpunktverlag, Zürich 2012, ISBN 978-3-85869-474-4.
- Auge um Auge. Die Grenzen des präventiven Strafens. Rotpunktverlag, Zürich 2022, ISBN 978-3-85869-944-2.